# Kypčaci

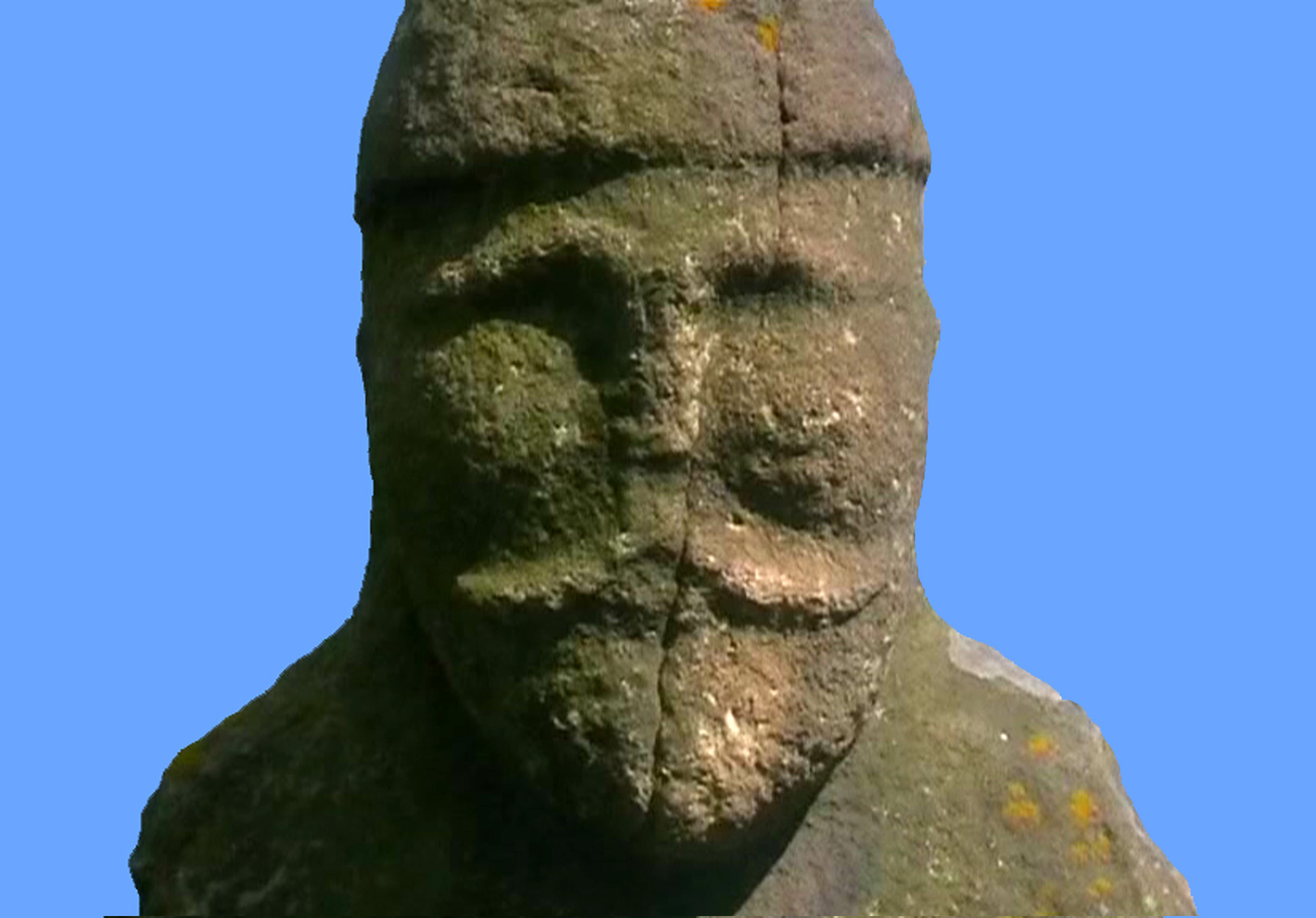
Kamenná socha Kypčaka z 12. století v Luhansku

Kypčaci byl národ turkického původu, který původně v 8. století sídlil ve stepích Kazachstánu a jižní Sibiře na horním a středním toku řeky Irtyš. Byli spřízněni se Seldžuky. Jejich jazyk patřil mezi kypčacké jazyky do skupiny jazyků východoturkických. Ruskými současníky nazýváni Polovci, latinsky píšícími autory Kumáni, obě jména se obvykle vztahovala k západní části Kypčaků. Mnozí autoři považují název Kumáni (Plavci, Polovci) jen za alternativní označení pro všechny Kypčaky, kterého se používalo v západních textech. Jiní autoři prostě konstatují, že vztah názvů Kumáni a Kypčakové je sporný.

## Kumáni

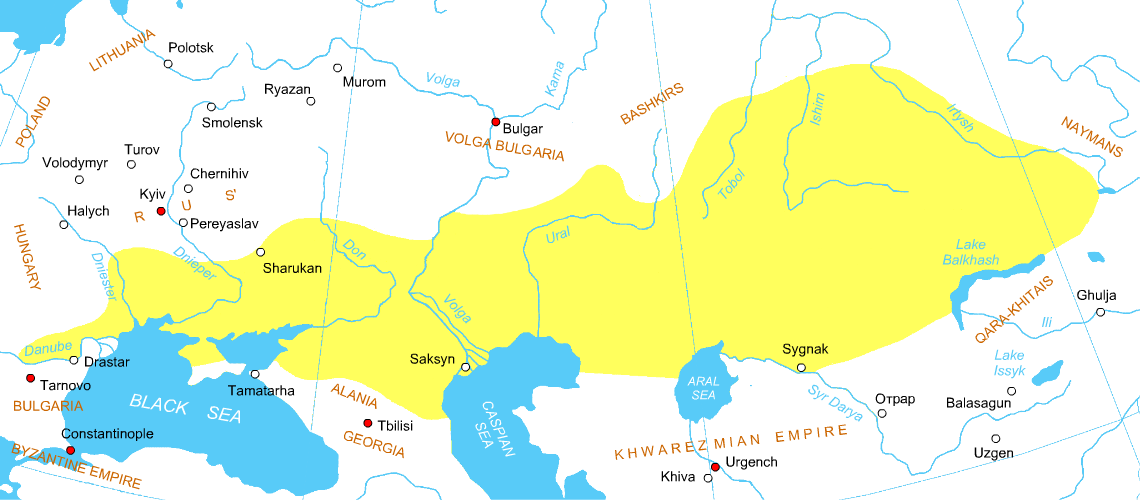
Území patřící Polovcům na počátku 13. století

Kumáni hráli ve středověku významnou úlohu v dějinách Evropy. Od 11. století ovládali území od Kaspického moře až k Uhrám a podnikali kořistnické nájezdy do okolních států. Nejvíce postižena byla především Kyjevská Rus.

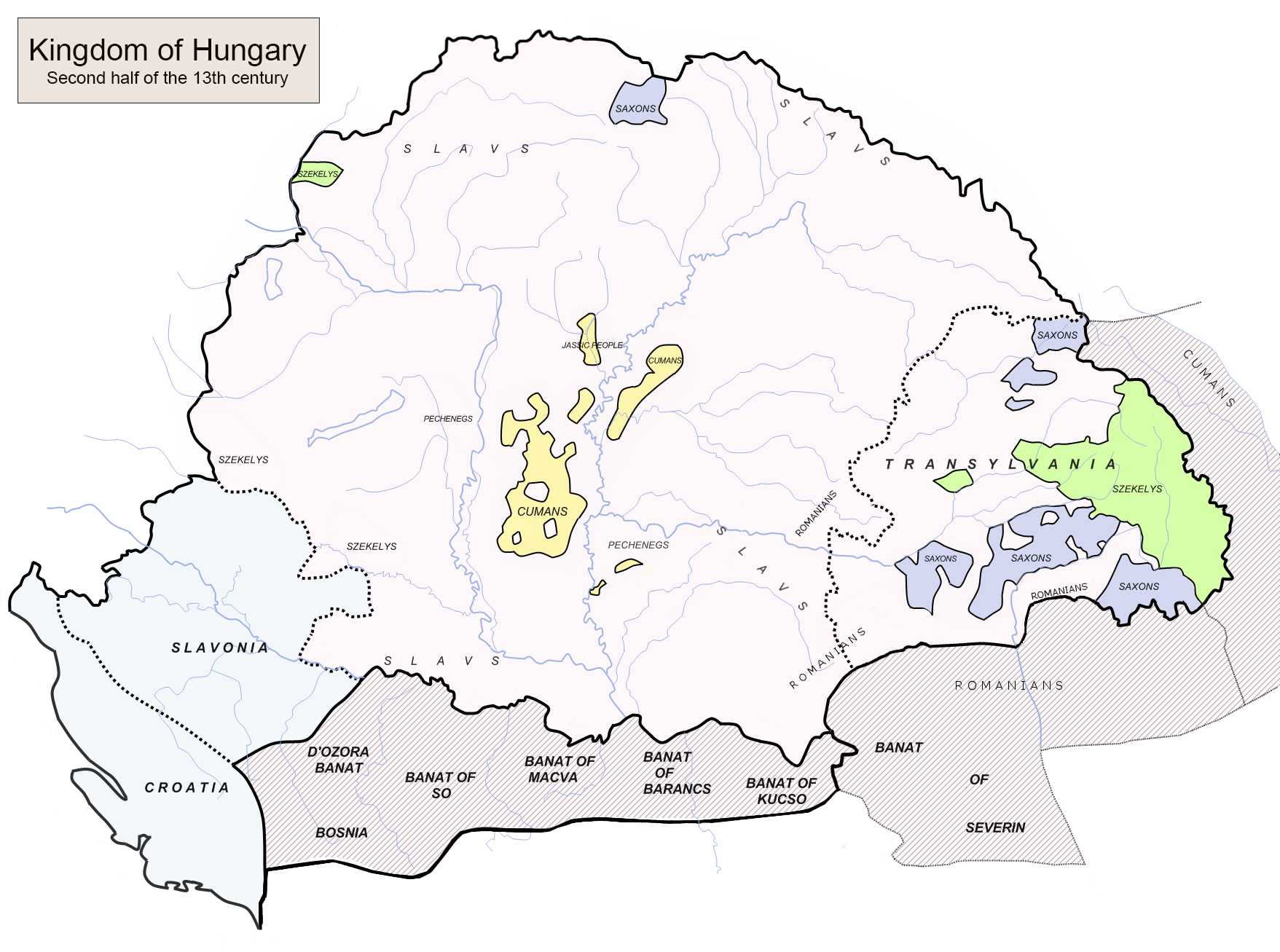
Teritoria Kumánů v Uhrách na počátku 13. století

Kumáni usilovali o silný centralizovaný stát, ale jejich snažení překazil vpád Mongolů, který byl veden Čingischánovým vnukem Bátúem. Kumáni nalezli azyl u uherského krále Bély IV., který však musel v roce 1241 sám odolávat vpádu Mongolů. Poté, co Mongolové v důsledku smrti chána Ögedeje odtáhli, Kumáni se usadili v centrální oblasti Uher kolem řeky Dunaje. V roce 1252 se zapojili jako jedna z rozhodujících složek do vojska uherského krále, jež v následujícím roce vtrhlo na Moravu, kterou vyplenilo. Pro svou vizáž – tenké špičaté kníry, vyholenou lebku a hustý cop splývající z temene, která byla doplněna odíváním se do kaftanů a plstěnou čapkou na mongolský způsob, byli v českých zemích zaměňováni právě za Mongoly.
Kumáni svoji neblahou úlohu pro české království sehráli i v roce 1278, kdy působili v lehké jízdě uherské armády na straně Rudolfa Habsburského proti Přemyslu Otakaru II. v bitvě na Moravském poli.
Kumáni postupně splývali s maďarským obyvatelstvem, a dokonce se časem deklarovali jako jedno etnikum s Huny a stali se legitimními obyvateli uherského státu.